# رایزینگ پراداکشن

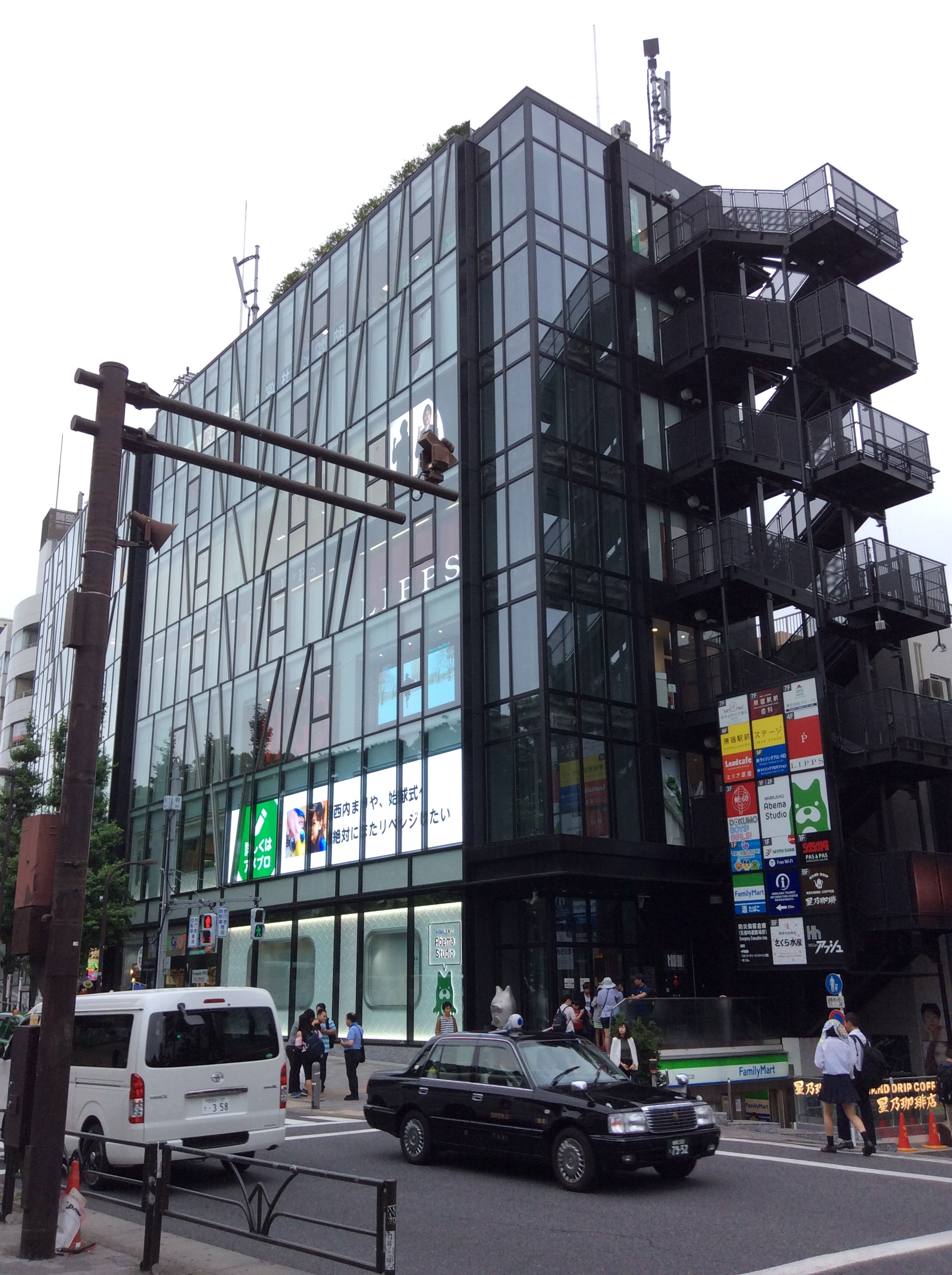
رایزینگ پراداکشن (انگلیسی: Rising Production) شرکت سرگرمی ژاپنی است، که در سال ۱۹۸۴ تأسیس شد.